# مرد عنکبوتی در برابر کینگ‌پین
مرد عنکبوتی در برابر کینگ‌پین (به انگلیسی: Spider-Man vs. The Kingpin) یک بازی ویدئویی ساخته شده توسط سگا برای کنسول سگا مگا درایومی باشد که در سال 1992 منتشر شد. این بازی مرد عنکبوتی برای شکست دادن ابرشرور اصلی بازی یعنی کینگ‌پین با ابرشرورانی مانند دکتر اختاپوس، میستریو، مارمولک، هاب گابلین و ونوم مبارزه می کند.